# منطقة باراندوز الريفية
منطقة باراندوز الريفية (بالفارسية: دهستان باراندوز) هي أحد المناطق الريفية التابعة للناحية المركزية، مقاطعة أرومية، محافظة أذربيجان الغربية، إيران، وعاصمتها هي باران دوز، وأكبر قراها هي بند. تضم 30 قرية، ويبلغ عدد سكانها 12008 نسمة حسب إحصاء 2016.